# Henry Orrion
 Henry Orrion, né le 14 juillet 1891 aux Sables-d'Olonne (Vendée) et mort le 22 mars 1971 à Nantes (Loire-Atlantique), est un homme politique français, maire de Nantes de 1942 à 1944 (nommé par le gouvernement de Vichy) et de 1947 à 1965, député de la Loire-Atlantique de 1958 à 1962.

## Biographie
Henry Orrion est le fils d'Henri Florent Orrion, négociant, et d'Eugénie Antoinette Buffet. Il épouse Thérèse Banzain.

### Débuts professionnels
Il fait des études de droit et obtient une licence.
Pendant la Première Guerre mondiale, il est mobilisé ; il est fait prisonnier le 22 mai 1918. Il est décoré de la croix de guerre.
Il s'oriente ensuite vers les affaires et dirige une entreprise de droguerie à Nantes, les Établissements Orrion et compagnie, Anciens établissements Banzain, Orrion et Maury successeurs. Il devient président du Syndicat des droguistes en gros de l'Ouest, puis membre du conseil d'administration de l'Union syndicale des négociants en couleurs, vernis et verres à vitres de France. Négociant de son état, il commence une carrière politique le 22 avril 1941 en étant nommé membre du conseil municipal après la dissolution du conseil élu en 1935 ; le 16 mai 1941, il fait partie des dix adjoints nommés pour seconder le maire Gaëtan Rondeau.

### Premier mandat de maire
Il est à son tour nommé maire de Nantes par arrêté du Secrétaire d'État à l'Intérieur (et Chef du gouvernement) le 16 octobre 1942 à la suite de la démission de Gaëtan Rondeau le 10 octobre. Il est installé le 26 octobre.
Il est révoqué le 28 août 1944 après la libération de Nantes le 12. Il assiste cependant à la séance d'installation de son successeur, Clovis Constant, le 31 août (date de la fin de son mandat), ainsi que les membres de la Délégation spéciale[réf. souhaitée]. Le préfet lit une lettre du Commissaire de la République d'Angers, Michel Debré, dans laquelle il remercie Henry Orrion pour son action dans une période difficile.
Par la suite, Henry Orrion est accusé d'avoir reçu la francisque.

### Mandats de 1947 à 1965
Aux élections municipales d'octobre 1947, qui ont lieu à la proportionnelle dans les grandes communes (Saint-Nazaire, Rezé, La Baule et Couëron), il est à la tête d'une liste RPF obtient la majorité absolue (21 élus) face aux listes communiste (Jean Philippot, maire sortant, 7 élus), socialiste (Jean Lepage, 4 élus), radicale (André Morice, 5 élus) et MRP (Georges Aguesse).
Ce mandat d'Henry Orrion est marqué par la visite à Nantes du général de Gaulle, le 25 juillet 1948. Les organisations de gauche appellent la population à boycotter le général en raison de son alliance avec un ancien pétainiste. De Gaulle est de nouveau à Nantes le 20 mai 1951, peu avant les élections législatives.
En 1953, les élections municipales sont de nouveau à la proportionnelle. La liste Orrion est de nouveau en tête mais de façon moins nette ; Henry Orrion est élu maire par 17 voix tandis qu'André Morice en obtient 15 et Henri Forget 6.
En 1958, à la suite du retour au pouvoir du général de Gaulle, Henry Orrion est élu député de la 2e circonscription (Nantes-centre) de la Loire-Atlantique pour le Centre national des indépendants et paysans. Il ne sera pas réélu en 1962.
En 1959, Nantes est la seule commune de la Loire-Atlantique à voter à la proportionnelle. Sept listes s'affrontent pour les 37 sièges du conseil, notamment les listes communiste (7 élus), socialiste (5 élus), Union des forces démocratique (Henri Forget) qui rassemble les radicaux mendésistes et des socialistes dissidents de la SFIO (aucun élu), Centre républicain (André Morice, exclu du parti radical en 1956), 4 élus. Henry Orrion est à la tête d'une liste qui porte le label de l'UNR, le parti gaulliste créé en 1958.
En 1965, Henry Orrion ne se représente pas ; la tête de liste gaulliste est le professeur Monnet, qui va être battu par André Morice.

### Nantes à l'époque d'Henry Orrion
Parmi les réalisations des municipalités Orrion, on peut retenir :
- la fin du premier tramway nantais (1958) ;
- la suppression du pont transbordeur (1958) ;
- le rétablissement de l'Université de Nantes (1er janvier 1962).

## Décorations
- Croix de guerre 1914-1918
- Francisque 1943
- Chevalier de la Légion d'honneur 1954